# AFAS Live
L'AFAS Live (precedentemente nota come Heineken Music Hall, o più semplicemente HMH) è una sala da concerto di Amsterdam costruita vicino alla Johan Cruijff Arena, nel sud-est della capitale olandese. È composta da due sale: la più grande ha una capacità di 5 500 persone e misura 3000 m² mentre la sala più piccola (per i dopo-concerto) ha una capacità di 700 persone.
Progettata da Frits van Dongen, l'AFAS Live è stata pensata specificamente per fornire un'ottima acustica alla musica. È stata realizzata tra il 1996 e il 2001, per il costo totale di 30 milioni di euro.
Lo sponsor principale della sala è stata l'Heineken, la più grande azienda olandese produttrice di birra, ma il 1º gennaio 2017 l'azienda è stata sostituita da AFAS Software.
Presso la sala concerti è stato registrato il DVD Live from Amsterdam degli Alter Bridge e nel 2012 la HMH ha ospitato il Junior Eurovision Song Contest 2012.